# Bronskostare
Bronskostare (Molothrus aeneus) är en förhållandevis liten huvudsakligen centralamerikansk trupial som liksom alla kostarar boparasiterar på andra fåglar.

## Utseende och läten
Hanen är en 20 centimeter lång fågel med en vikt på 68 gram. Fjäderdräkten är svart med grönbronsglans. Under häckningssäsongen är ögonen röda, resten av året bruna. Honan är tydligt mindre, endast 18,5 centimeter lång och väger 56 gram. Hennes fjäderdräkt är snarare mattsvart med brunt på nedre delen av buken och bruna ögon året runt. Ungfåglarna liknar honan men har gröna fjäderkanter.
Jämfört med brunhuvad kostare är den kraftigare, med relativt lång och kraftig näbb, kort stjärt och tjock hals. Det skallrande lätet liknar den brunhuvade kostaren, men sången är distinkt: en mjuk, stigande vissling som inleds och avslutas med dämpat gurglande eller rasslande ljud.

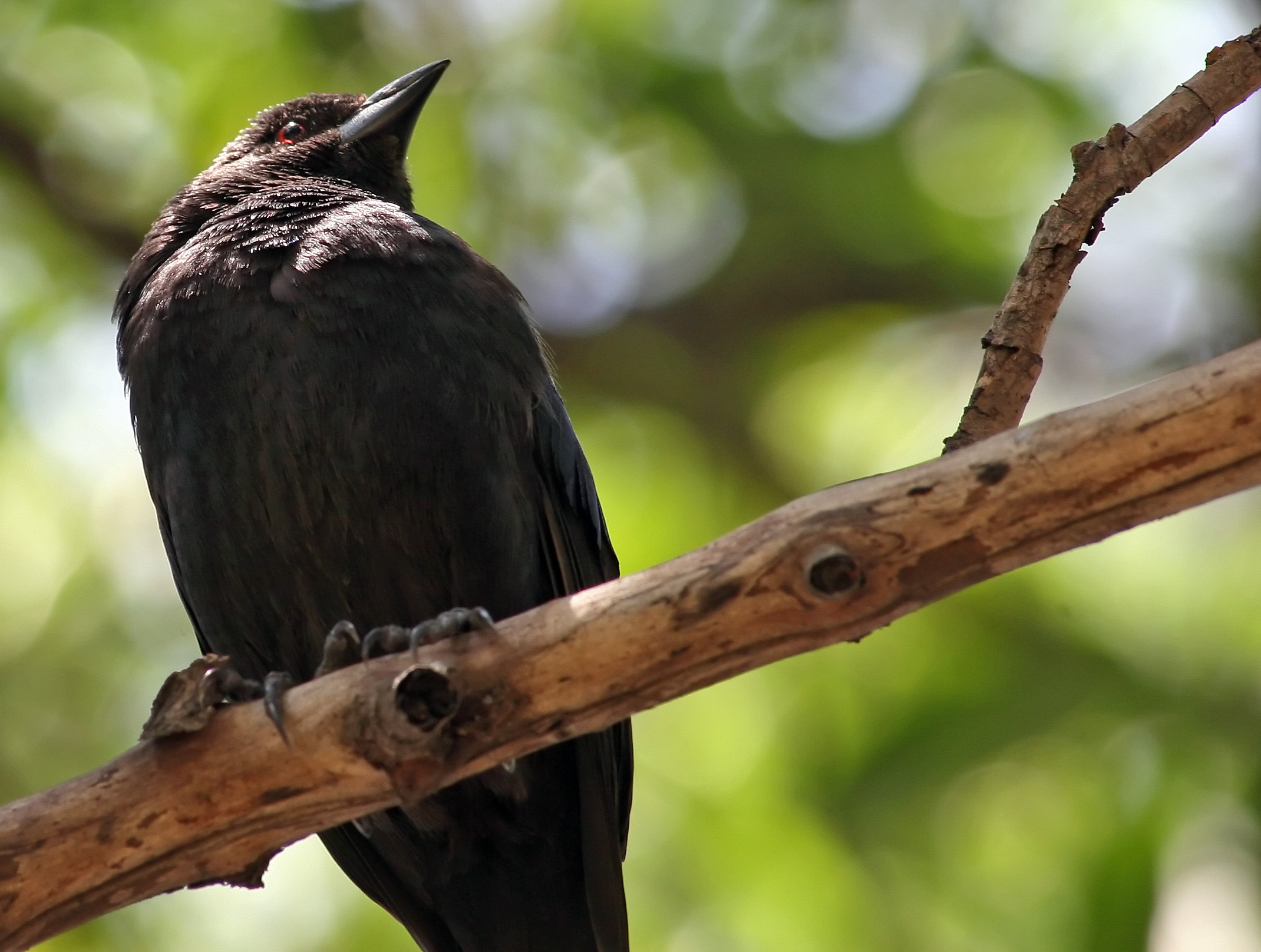

## Utbredning och systematik
Bronskostare delas in i tre underarter med följande utbredning:
- Molothrus aeneus loyei – sydvästra USA, nordvästra Mexiko (Sonora, Chihuahua, Durango och Nayarit)
- Molothrus aeneus assimilis – sydvästra Mexiko (Jalisco till Colima, Guerrero, Puebla, Oaxaca, Chiapas)
- Molothrus aeneus aeneus – södra Texas till södra Mexiko, Yucatanhalvön och centrala Panama

## Levnadssätt
Bronskostaren hittas i jordbruksområden och buskmarker. Den födosöker i öppna områden, ofta i betesmarker när kor, på jakt efter frön och insekter, under häckningssäsongen även sniglar som kalciumkälla till äggskalen.

### Häckning
Liksom alla kostarar är denna art obligatorisk boparasit, det vill säga att den enbart lägger ägg i andra fåglars bon. Den unga kostaren matas av värdföräldrarna på deras egna ungars bekostnad. Bronskostaren parasiterar i Centralamerika på arter som glasögonbusksparv och vitkronad snårsparv. Ungarna utvecklas snabbt och lämnar boet efter tio till tolv dagar.

## Status och hot
Arten har ett stort utbredningsområde och en stor population med stabil utveckling. Utifrån dessa kriterier kategoriserar IUCN arten som livskraftig (LC).